# Mycalesis evara
Mycalesis evara är en fjärilsart som beskrevs av Hans Fruhstorfer 1906. Mycalesis evara ingår i släktet Mycalesis och familjen praktfjärilar. Inga underarter finns listade i Catalogue of Life.